# マリア・ブラウンの結婚
『マリア・ブラウンの結婚』（独: Die Ehe der Maria Braun、英: The Marriage of Maria Braun）は、1979年に、ライナー・ヴェルナー・ファスビンダー監督によって制作されたドイツの映画である。この作品と1981年の『ローラ』、1982年の『ベロニカ・フォスのあこがれ』の3本でファスビンダーの「西ドイツ三部作（BRD Trilogy）」とも呼ばれる。
第29回ベルリン国際映画祭コンペティション部門で上映、マリア・ブラウンを演じた主演のハンナ・シグラが銀熊賞 (女優賞)を受賞した。世界的にヒットし、興行収入は2千万マルクに達した。ファスビンダー監督の国際的評価を一躍高めたニュー・ジャーマン・シネマの代表作とされる。

## ストーリー
1943年第二次世界大戦後期、混乱するベルリンでマリアとヘルマンは爆撃下の戸籍登記所で略式の結婚式を上げた。しかし半日と一夜を共に過ごした後、ヘルマンは戦場へと向かってしまう。戦争が終わってもヘルマンは還ってこなかったがマリアは夫の生存を信じて尋ね人のプラカードを背負って駅に通う。
闇市で物資を調達するだけでは足りず、マリアはアメリカ占領軍のG.Iバーにホステスの職を得る。親友ベティの夫ウィリーは無事に戻ってくるが、ヘルマンは戦死したと告げられる。マリアは黒人兵ビルの愛を受け入れ妊娠する。ある日彼女のベッドに二人がいるところに、死んだと思われていたヘルマンが帰還してくる。ビルに立ち向かうヘルマンの姿を見てマリアは放心状態のまま酒瓶でビルを殴り殺してしまう。米軍兵士殺害の罪でマリアの尋問が行われ、ヘルマンが彼女の罪を被ってビル殺害を自白して投獄される。マリアは牢獄を訪れ、夫の出所を待ち、生活の基盤を準備するために働くことを誓う。子供は堕胎した。
マリアは列車の中で繊維業者のオズワルトと知り合い、英語を武器に秘書兼愛人として戦後復興の中を成り上がっていく。マリアはオズワルトとの関係も夫に報告する。しかしヘルマンのことを知らないオズワルトは週末ごとに姿を消すマリアの行く先を突き止めヘルマンの存在を知る。そして彼らはマリアを巡ってある契約を交わす。
突然ヘルマンの出所が決まり慌てるマリアだったが、夫は彼女の前には現れずに行方をくらませる。そして心臓に疾患を持っていたオズワルトもある日急死してしまう。一軒家を買い孤独に暮らすマリアの元へ夫が急に還ってくる。これでようやく二人の結婚生活が再開できると思われたその日、オズワルトの遺言が開封され、オズワルトとヘルマンは合意の上でマリアを共有していた事が明かされる。
1954年ドイツは再軍備し、サッカーのワールドカップで世界チャンピオンになった日にマリアの結婚生活は、事故とも故意ともつかぬガス爆発で幕を閉じた。

## キャスト
- マリア・ブラウン: ハンナ・シグラ
- ヘルマン・ブラウン: クラウス・レーヴィッチェ
- カール・オズワルド: イヴァン・デニ
- ベティ: エリザベト・トリッセナー
- ウィリー: ゴットフリート・ヨーン
- ビル: ジョージ・バード
- マリアの母: ギゼラ・ウーレン
- 医師: クラウス・ホルム
  - 日本語吹き替え初回放映 - 1985年7月19日(金) テレビ朝日『傑作洋画劇場』

## 備考
- 日本公開当時のキャッチコピーは「ニュー・ジャーマン・シネマの鬼才ファスビンダーの新しい傑作」「過去はひとつなのに ふたりの男性から愛されて… ドイツ戦後の夢を 結婚に生きつづけるマリア」であった[5]。